# Фунт плоти
«Фунт плоти» (англ. Pound of Flesh) — боевик режиссёра Эрни Барбараша с Жан-Клодом Ван Даммом в главной роли. Съёмки проходили с 4 апреля по 24 мая 2014 года в Китае и Канаде. Телевизионная премьера состоялась 23 марта 2015 года в Канаде, кинотеатральный показ в США — 15 мая 2015.

## Сюжет
Прибыв на Филиппины, чтобы пожертвовать собственной почкой ради спасения жизни племянницы, бывший спецназовец по имени Дикен Лайл за день до операции становится жертвой похитителей органов.

## В ролях
| Актёр             | Роль       |
| ----------------- | ---------- |
| Жан-Клод Ван Дамм | Дикен Лайл |
| Дэррен Шахлави    | Дрейк      |
| Джон Ралстон      | Джордж     |
| Шарлотта Питерс   | Анна       |
| Аки Алеонг        | Кун        |
| Филипп Жоли       | Золтан     |
| Джейсон Тобин     | Лиам       |
| Тереза Киллуффо   | Конни      |
| Брахим Ачаббаке   | Нардо      |
| TFBOYS            | бой-бэнд   |

## Производство
Должность постановщика первоначально была предложена гонконгскому режиссёру Ринго Лэму, работавшему с Ван Даммом над фильмами «Максимальный риск», «Репликант», «В аду» и «Пробуждение смерти», однако он вынужден был отказаться из-за занятости в другом проекте.